# サラミス (戦艦)

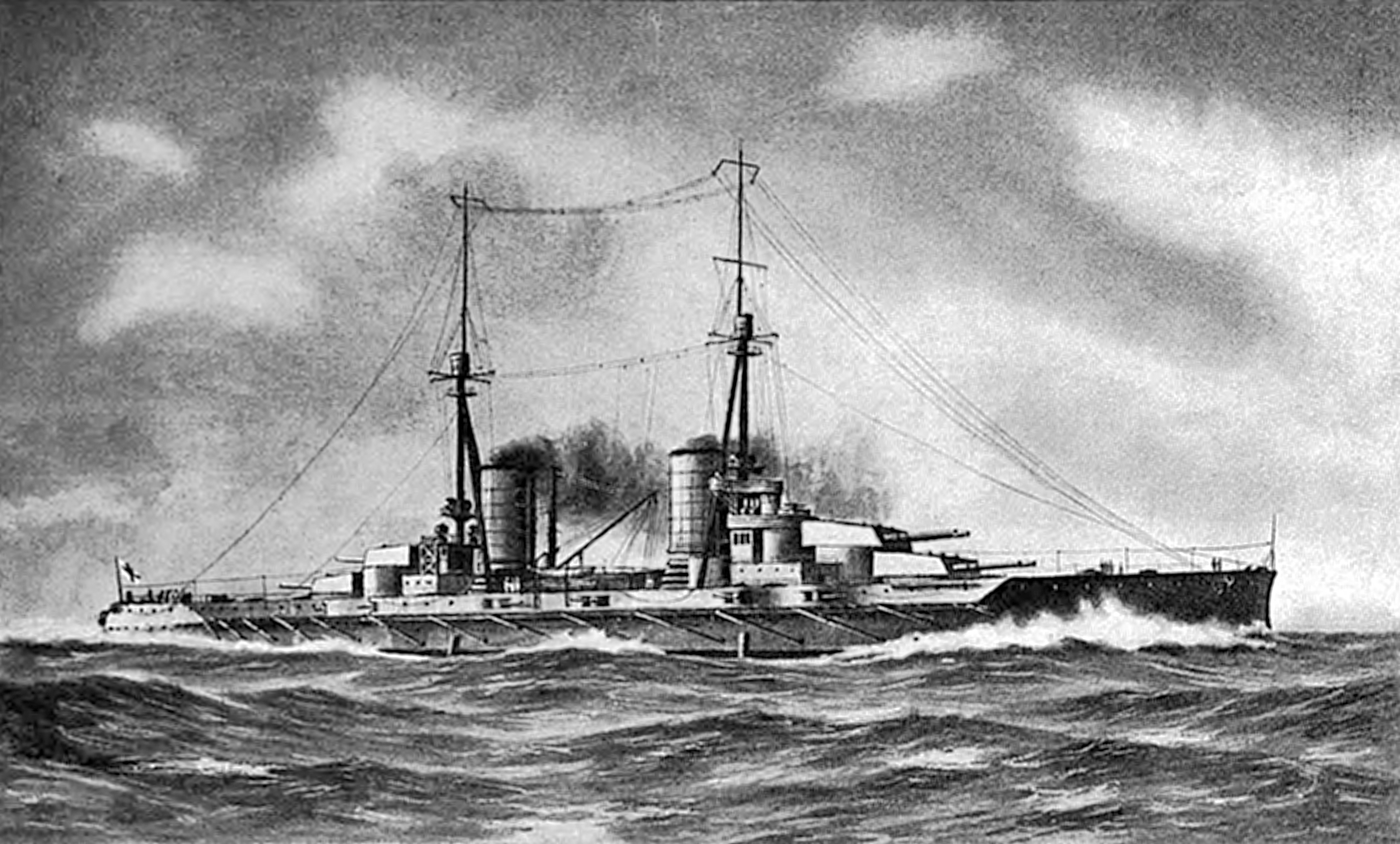
本艦の完成予想図

サラミス (英語: Salamis、ギリシア語: Σαλαμίς) はギリシャ海軍が計画し、船体の建造をドイツ帝国のフルカン社に、主砲（45口径14インチ砲）をアメリカ合衆国に発注した超弩級戦艦である。艦名は「サラミスの海戦」に因む。要目（計画値）は排水量19,500トン、全長173.7メートル、幅25.0メートル、速力22ノット、40,000馬力、蒸気タービンの三軸推進、14インチ連装砲塔四基（8門）、15.2センチ砲12門、7.6センチ砲12門、魚雷発射管5門。第一次世界大戦勃発直後に進水したが、主砲が届かずに建造中止となる。ドイツ帝国海軍が接収して戦力化を図ったが、未完成に終わった。本艦向けに製造された主砲は、アメリカからイギリスに売却されてモニター艦（アバンクロンビー級）に利用された。

## 計画
バルカン半島の秩序は、ベルリン会議およびベルリン条約によって成立したビスマルク体制によって何とか維持されていたが、大ギリシャ主義を掲げるギリシャ王国と、ヨーロッパの病人と呼ばれ衰退しつつあったオスマン帝国の間には領土問題があって紛争が絶えず、さらに汎スラブ主義を掲げて南下政策をとるロシア帝国や欧州列強の思惑が絡んで火薬庫となっていた。ギリシャとオスマン帝国は建艦競争に走り、1910年にギリシャがイタリア王国からピサ級巡洋艦のイェロギオフ・アヴェロフ (Γεώργιος Αβέρωφ) を購入して優位に立った。これを脅威と感じたオスマン帝国海軍は、ドイツ帝国海軍の前弩級戦艦（ブランデンブルク級戦艦）2隻を購入した（トゥルグート・レイス級装甲艦）。
1906年12月に竣工したイギリスの戦艦ドレッドノート (HMS Dreadnought) 以降、列強は弩級戦艦や超弩級戦艦を配備する時代になっていた。オスマン帝国海軍はイギリス海軍の将校を受け入れて近代化を図っていた。
イギリスを頼り、レシャディエ級戦艦を発注する。このレシャディエ（レシャド5世）は34.3cm砲10門を持つ強力な戦艦であった。
超弩級戦艦複数を保有しようとするオスマン帝国に対し、ギリシャも対抗すべく超弩級戦艦の購入に踏み切ったが、ブラジルがイギリスに発注して手放した弩級戦艦リオデジャネイロ（45口径12インチ（30.5センチ）連装砲塔七基、計14門）はオスマン帝国に受注されてしまった。
またアルゼンチンがアメリカ合衆国に発注したリバダビア級戦艦や、チリがイギリスに発注したアルミランテ・ラトーレ級戦艦の中途買収にも失敗している。ギリシャは超弩級戦艦を保有するため、1隻をドイツ帝国に、2隻目をフランスに発注した。ドイツ帝国に発注したのが本艦で、フランスに発注した超弩級戦艦が、ブルターニュ級戦艦のヴァシレフス・コンスタンチノス (Βασιλεύς Κωνσταντίνος Ι) である。
また戦力を揃えるため、ギリシャはアメリカ海軍のミシシッピ級戦艦（1908年2月竣工、同型艦2隻）を購入し、キルキス級戦艦（キルキス、レムノス）とした。ただしミシシッピ級（キルキス級）は前弩級戦艦でしかなかった。
「サラミス」は「14インチ砲6門搭載で速力23ノット以上、基準排水量15,000トン」を目標として設計され、ドイツ帝国のフルカン社に設計を依頼した。同社は「13.800トン、35.6cm砲6門、15.2cm砲8門、対12インチ防御、速力23ノット」というまずまずの設計第一案を返した。しかし、この案は海軍当局からの反対とオスマン帝国海軍の更なる増勢が予測された為に火力と防御力が不足であると却下され、更なる強力化を行った第三案が考案された。これは、「35.6cm砲8門、15.4cm砲12門、3ポンド砲8門、20インチ水中魚雷発射管3門」へと変更されており、主砲と副砲の火力がそれぞれ前案の1.5倍になっていた。それに伴い艦形が大型化し、排水量は19,500トン、全長は170mを超え、砲配置を背負い式に換えたために列強の超弩級戦艦と比べても遜色の無い艦となった。
問題は主砲（14インチ砲）であった。当時のドイツ帝国海軍の主力艦（戦艦、巡洋戦艦）は50口径12インチ（30.5センチ）搭載型が多数を占め、最新鋭のバイエルン級戦艦で45口径15インチ（38センチ）砲を採用した段階である。14インチ（35.6センチ）砲をドイツで確保することが出来ず、本艦はアメリカから輸入で対処することとなっていた。前述のようにアメリカはギリシャにミシシッピ級（キルキス級）戦艦を輸出した実績があり、サラミスの建造にも影響を与えたという。

## 艦形

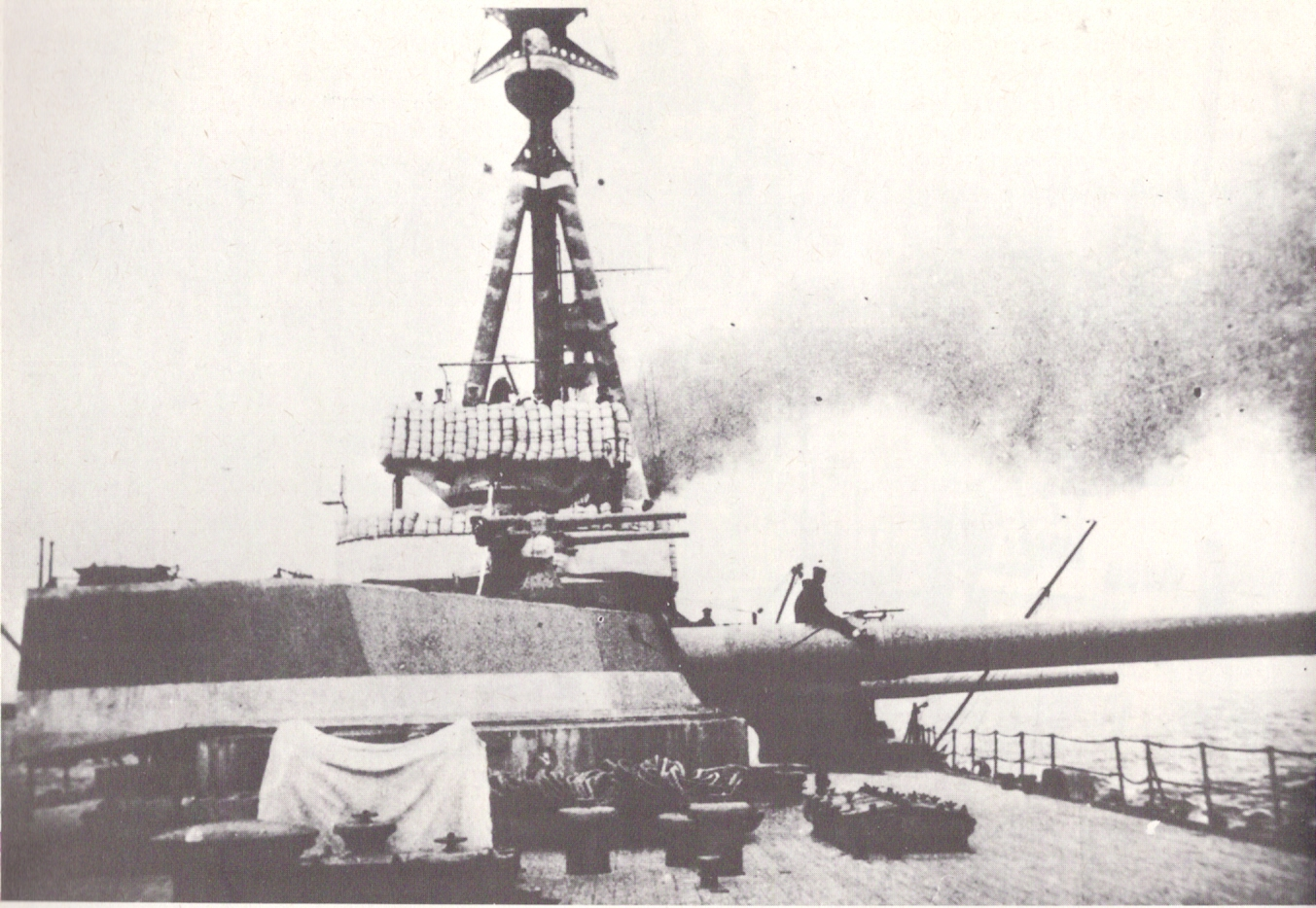
本艦の主砲を流用したイギリス海軍の「アバクロンビー」。

外観は低く、どっしりとした安定感をかもし出している。船体は平甲板型船体で、垂直に切り立った艦首から新設計の「USA  Mark1 35.6cm（45口径）砲」を連装砲塔に収め、1・2番主砲塔を背負い式に2基搭載配置した。司令塔を組み込んだ操舵艦橋航海艦橋両脇には耳のような見張り台（船橋：せんきょう）を全幅一杯に張り出している。操舵艦橋を基部として頂上部に射撃方位盤室を載せた三脚式の前部マスト前向きに立つ。
その背後には2本煙突が立つ。煙突の間隔は離されており、その間は艦載艇置き場となっており、2番煙突の前方に設けられたジブ・クレーン1基により運用された。2番煙突の後ろに後部三脚マストが後向きに立ち、後部甲板上に後向きの3・4番主砲塔が背負い式に2基配置された。副砲の「15.2cm（50口径）速射砲」は船体中央部の舷側ケースメイト配置で単装砲架を等間隔に片舷6基ずつ計12基を配置した。その他に対水雷艇迎撃用に7.6cm単装速射砲を艦橋左右と後檣基部に2門ずつの片舷4基で計8基装備した。51cm水中魚雷発射管は艦首に1門、艦尾に並列で2門の計3門装備した。

## 兵装

### 主砲
本級の主砲にはアメリカ製の「1914年型 35.6cm（45口径）砲」が採用された。45口径14インチ砲の性能は、重量635kgの主砲弾を最大仰角15度で射距離21,030mまで届かせることができる性能で、射距離18,290mで舷側装甲170mmを、射距離10,920mで305mmを貫通できる性能であった。これを新設計の連装砲塔に納めて4基を搭載する予定であった。砲塔の俯仰角能力は仰角15度・俯角5度で旋回は首尾線方向を0度として左右150度の旋回角度を持っていた。発射速度は毎分1.25発であった。

### 副砲、その他武装等
本級の副砲は「Marks 6 1903年型 15.2cm（50口径）速射砲」を採用した。その性能は重量47.7kgの砲弾を最大仰角15度で射距離13,720mまで届かせることができる性能であった。発射速度は毎分6発、ケースメイト式の仰角は15度・俯角10度で動力は人力を必要とした。射界は舷側配置のために100度であった。その他に対水雷艇用に7.5cm速射砲を12基、対艦攻撃用に51m水中魚雷発射管を単装で3基を装備した。

## 防御
防御要領は第一案からさほど進化していない。水平防御は原案よりは若干強化はされているものの、主甲板75mm、舷側防御は250mmと対12インチ防御のままとされた。これは軍艦という買い物で最も値が張るのは「大砲」と「装甲板」と「機関」で、小国海軍で揃えるのにはどれかに眼をつむらなければならなかったという理由がある。

## 実際の建造

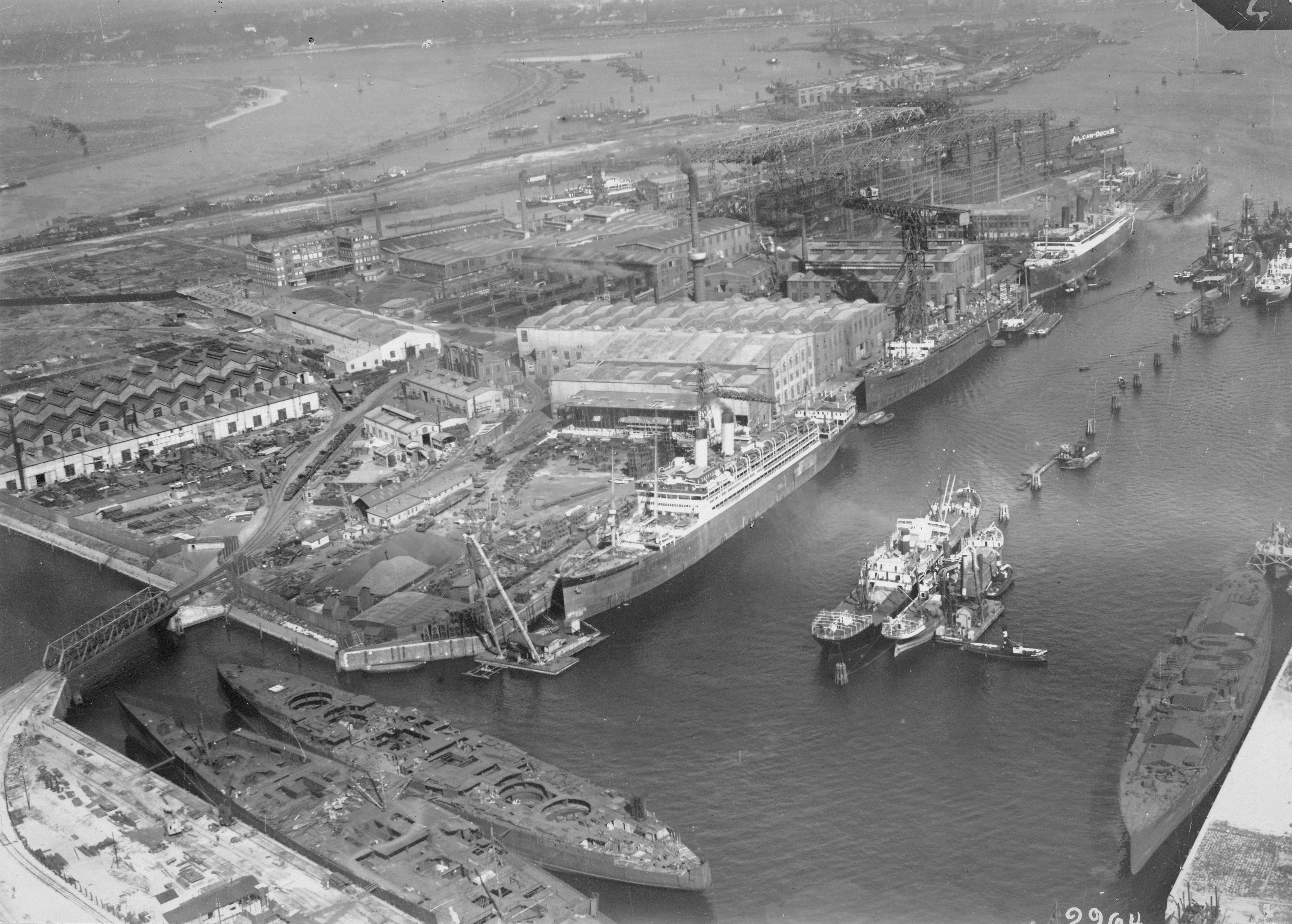
1920年代のハンブルク。右端にサラミス、手前側にマッケンゼン級巡洋戦艦のプリンツ・アイテル・フリードリッヒ (SMS Prinz Eitel Friedrich) とバイエルン級戦艦のヴュルテンベルク (SMS Württemberg) 。

フルカン社設計案を元案に1912年7月23日にハンブルク造船所で起工した。
1914年8月に第一次世界大戦が勃発した。同年11月11日に進水する。艦名をティルピッツ (SMS Tirpitz) と改名した。
問題は、主砲塔一式がイギリス側で差し押さえられて入手できなかったことだった。ドイツ式の主砲を搭載するためには根本的設計変更と改造が必要になる。艤装は1914年12月31日に中断され、船体は兵舎として活用された。
後日、ユトランド沖海戦でイギリス海軍の大艦隊 (Grand Fleet) とドイツ帝国海軍の大洋艦隊 (Hochseeflotte) が交戦した際、海戦の終盤で偵察部隊（戦闘巡洋艦隊）を掩護していたドイッチュラント級戦艦（前弩級戦艦）ポンメルン (SMS Pommern) が撃沈された（ドイツ艦隊、戦闘序列）。
大海戦に参加したイギリス海軍将兵は、沈没したポンメルンを「サラミスではないか」と噂したという。
なおベスレヘム・スチールが製造した主砲塔4基（14インチ砲8門）はイギリスが買い取り、イギリス海軍がアバクロンビー級モニターの主砲として流用した。同級のラグラン (HMS Raglan) は地中海に配備され、オスマン帝国海軍の巡洋戦艦ヤウズ・スルタン・セリム (Yavuz Sultan Selim) と軽巡洋艦ミディッリ (Midilli) と交戦し、撃沈された（イムブロス島沖海戦）。
トルコ軍艦2隻の前身は、イギリスに接収された戦艦2隻（レシャディエ／エリン、スルタン1世／エジンコート）の代艦として、オスマン帝国がドイツ帝国より購入した巡洋戦艦ゲーベン (Goeben) と小型巡洋艦ブレスラウ (SMS Breslau) であった。
第一次世界大戦後、フルカン社は建造代金£45,000の支払いを要求するも、ギリシャ政府が不完全なサラミスの購入を拒否。結局、ギリシャ政府はフルカン社に£30,000を支払って和解した。一方、隣国ではトルコ革命によりオスマン帝国が打倒され、連合国はローザンヌ条約によってアンカラ政府を承認し、トルコ共和国が樹立した。ヤウズは1923年にトルコ共和国に返還され、同海軍は1926年から28年にかけて修理と整備を開始、ヤウズを復帰させた。対抗策としてギリシャは本艦を竣工させることも検討した。しかし完成には到らず、1932年にブレーメンにて船体は解体処分された。

## 性能
- 水線長：-m
- 全長：173.7m
- 全幅：24.7m
- 吃水：7.6m
- 基準排水量：-トン
- 常備排水量：19,500トン
- 満載排水量：21.500トン
- 兵装：1914年型 35.6cm（45口径）連装砲4基
  - 15.2cm（45口径）単装速射砲12基
  - 7.6cm（-口径）単装速射砲8基
  - 51cm水中魚雷発射管単装3基
- 機関：ヤーロー式石炭専焼水管缶18基＋AEG式直結タービン3基3軸推進
- 最大出力：40,000hp（計画時）
- 航続性能：-ノット/-海里
- 最大速力：23.0ノット（計画時）
- 装甲 
  - 舷側装甲：250mm（水線部）、100mm（艦首尾部）
  - 甲板装甲：75mm（VP部）、38mm（艦首尾部）
  - 主砲塔装甲：250mm（前盾）、-mm（側盾）、-mm（後盾）、-mm（天蓋）
  - バーベット部：250mm（最厚部）
  - 司令塔：250mm（最厚部）
- 航空兵装：-機
- 乗員：-名

## ギリシャとオスマン帝国の建艦競争に関連する艦船
| 艦船 | 国                                         | 常備／満載排水量 | 速力    | 建造                            | 起工          | 進水           | 竣工           | 概要 |
| --- | ------------------------------------------ | ---------------- | ------- | ------------------------------- | ------------- | -------------- | -------------- | --- |
| イェロギオフ・アヴェロフ | ギリシャ                                   | 9,832／10,100t   | 23 kt   | イタリア王国                    | 1907年4月17日 | 1910年3月12日  | 1911年5月16日  | 装甲巡洋艦。主砲は47口径9.2インチ（23.4センチ）連装砲×2基、45口径7.5インチ（19.1センチ）連装砲×4基。イタリア王国のピサ級巡洋艦をギリシャが購入。博物館船として現存 |
| トゥルグー・トレイス | ドイツ帝国 · オスマン帝国の旗              | 9,855／10,500t   | 16 kt   | ドイツ帝国                      | 1890年5月     | 1891年12月14日 | 1894年10月14日 | 前弩級戦艦。主砲は40口径11インチ（28センチ）連装砲×2基、35口径11インチ連装砲×1基。ブランデンブルク級戦艦のヴァイセンブルグで、1910年9月12日にオスマン帝国へ売却、トゥルグート・レイス級装甲艦のTurgut Reisとなる。                                                                           |
| バルバロス・ハイレッディン | ドイツ帝国 · オスマン帝国の旗              | 9,855／10,500t   | 16 kt   | ドイツ帝国                      | 1890年5月     | 1891年6月30日  | 1894年4月29日  | 前ド級戦艦。ブランデンブルク級戦艦のクルフュルスト・フリードリヒ・ヴィルヘルムで、1910年9月12日にオスマン帝国へ売却、トゥルグート・レイス級装甲艦のBarbaros Hayreddinとなる。 |
| レシャディエ | オスマン帝国の旗 · イギリスの旗            | 22,780／30,250 t | 21 kt   | イギリスの旗                    | 1911年8月1日  | 1913年9月3日   | 1914年8月接収  | 超弩級戦艦。主砲は45口径13.5インチ（34.3センチ）連装砲×5基。オスマン帝国がイギリスのヴィッカース社に発注したレシャディエ級戦艦のネームシップ。建造中にレシャド5世からレシャディエに改名。第一次世界大戦勃発と土獨軍事同盟により1914年8月3日をもってイギリスに接収され、エリンとして就役。    |
| リオデジャネイロ | ブラジル · オスマン帝国の旗 · イギリスの旗 | 27,500／27,850 t | 22 kt   | イギリスの旗                    | 1911年9月14日 | 1913年1月22日  | 1914年8月接収  | 弩級戦艦。主砲は45口径12インチ（30.5センチ）連装砲×7基。南米建艦競争によりブラジルがイギリスのアームストロング社に発注したが売却。レシャディエ級戦艦2番艦のかわりにオスマン帝国が1913年後半に購入しスルタン・オスマン1世と命名。1914年8月3日、イギリス政府により接収されエジンコートと改名。 |
| サラミス | ギリシャ                                   | 19,500／21,500 t | 23 kt   | ドイツ帝国 · アメリカ合衆国の旗 | 1912年7月23日 | 1914年11月11日 | 建造中止       | 超弩級戦艦。主砲は45口径14インチ連装砲×4基。本記事で解説。 |
| ヴァシレフス・コンスタンチノス | ギリシャ · フランスの旗                    | 23,230／25,000 t | 20 kt   | フランスの旗                    | 1914年6月12日 | 1915年解約     | 1916年建造中止 | 超弩級戦艦。主砲は45口径34センチ連装砲×5基。プロヴァンス級戦艦の輸出仕様で、フランスで建造。1915年に契約を解消、フランスがサヴォアと改名、1916年に建造中止。 |
| キルキス | アメリカ合衆国の旗 · ギリシャ              | 13,000／14,239 t | 17 kt   | アメリカ合衆国の旗              | 1904年5月12日 | 1905年9月30日  | 1908年2月1日   | 前ド級戦艦。主砲は45口径12インチ連装砲×2基。ギリシャ王国がドイツ帝国やフランスに発注した超弩級戦艦は、完成まで時間を要した。そこでアメリカ海軍のミシシッピ級戦艦ミシシッピを1914年7月21日付で購入、ギリシャ海軍のキルキスとなる。                                                            |
| レムノス | アメリカ合衆国の旗 · ギリシャ              | 13,000／14,239 t | 17 kt   | アメリカ合衆国の旗              | 1904年5月12日 | 1905年12月9日  | 1908年4月1日   | 前ド級戦艦。キルキスの姉妹艦。ミシシッピ級戦艦アイダホを1914年7月21日付でギリシャが購入し、同海軍のレムノスとなる。 |
| ゲーベン | ドイツ帝国 · オスマン帝国の旗              | 22,979／25,400 t | 28.4 kt | ドイツ帝国                      | 1909年12月7日 | 1911年3月28日  | 1912年7月2日   | 巡洋戦艦。主砲は50口径11インチ連装砲×5基。モルトケ級大型巡洋艦の2番艦で、ドイツ地中海戦隊配備。第一次世界大戦勃発時、秘密裏に軍事同盟を締結したばかりのオスマン帝国に逃げ込む。オスマン帝国に譲渡され、ヤウズ・スルタン・セリムとなる。                                                      |
| 国家： · ブラジル ドイツ帝国 フランス共和国 イタリア王国 ギリシャ王国 オスマン帝国 イギリス ロシア帝国 アメリカ合衆国 |                                            |                  |         |                                 |               |                |                | |
| 出来事： 希土戦争（ギリシャ×オスマン帝国、1897年2月 - 1897年12月）、伊土戦争（イタリア王国×オスマン帝国、1911年9月 - 1912年10月18日）、第一次バルカン戦争（バルカン同盟×オスマン帝国、1912年10月8日 - 1913年5月）、第一次世界大戦（1914年7月28日 - 1918年11月） |                                            |                  |         |                                 |               |                |                | |

### 注
1. ↑  大正四年十月調　列國弩級艦一覽表[1]　〔 國別：希臘｜現状：建造中｜計畫年度：1912｜艦名：サラミス｜排水量：一九,五〇〇｜實馬力：四〇,〇〇〇｜速力：二三.〇｜主甲鈑：一〇.〇｜備砲主砲：十四吋　八／補助砲：六吋　一二｜魚雷發射管(吋)數：水中(一九.五)五｜建造年月起工：一二 ―／進水：―｜竣工：―｜製造：獨フルカン社／／備考　戰艦一隻建造ノ計畫アリトノ説アリ 〕
2. ↑  (1910年／明治43年7月1日、珍田在ドイツ日本大使報告より抜粋)[7](宛略)今般希臘國カ伊國ニ於テ建造中ナル軍艦Pisaヲ買受ケタルハ正シク土耳古國ニ對シ禍心ヲ包藏スルノ確證ナレハ此ノ形勢ニ放住セハ土希ノ間戰爭ノ避クヘカラサルハ明ナリ(以下略)
3. ↑  イギリス海軍からギャンブル提督（1909年2月～1910年3月）、ウィリアムズ提督（1910年4月～1912年4月）、リムパス提督（1912年5月～1914年9月）が派遣され、オスマン帝国艦隊総司令官に任命されていた。
4. ↑  ○希土兩國ノ軍備現況(大正三年六月十九日附報告)[13](中略)　二、土國海軍　土國海軍ノ製艦計畫ハ希國ノ計畫程ニ大規模ナラサルモ大艦ヲ多ク含ムニ於テ之ニ優レルモノアリ即チ先ツ最大級「ドレットノート」型戰闘艦三隻ヲ算シ内一隻Reshadieh號ハ客年九月進水シテ目下武装中ニ属シ第二ハ即チ伯剌西爾政府ノタメニ英國ニ於テ建造シタル前記「リオ・デジャネロ」號ニシテ客年十二月末ヲ以テ購入目下武装中ニシテ第一ト共ニ本年中ニ竣功スヘシ亦第三ハ近ク英國Vickers會社ニ注文セラルヘシ
更ニ製艦計畫ハ輕巡洋艦二隻及水雷驅逐艦十八隻ヲ含ミ内驅逐艦十二隻ヲ佛國Normand會社ニ注文シタル外他ハ何レモ英國Armstrong-Vickers「シンジケート」ニ建造契約ヲナセリ現在海軍力ハ戰闘艦五隻 甲装巡洋艦二隻 水雷砲艦二隻 水雷驅逐艦八隻 水雷艇八隻ニシテ詳細ヲ表示スルコト次ノ如シ(以下略)
5. ↑  大正四年十月調　列國弩級艦一覽表[1]　〔 土耳古｜建造中｜1912｜一隻｜二三,〇〇〇｜二〇,〇〇〇｜二一.〇｜一二.〇｜十三.五吋　一〇｜六吋　一六｜水中(一八)三｜―｜―｜―｜英アームストロング社 〕
6. ↑  第一次世界大戦勃発と共にイギリス海軍に接収され[14]、英戦艦エリン (HMS Erin) として竣工する[15][16]。
7. ↑  ギリシャもイギリス海軍の指導をうけており、タフネル提督がギリシャ海軍に派遣されていた。1913年からマーク・カー（英語版、ドイツ語版）提督となった。
8. ↑  第一次世界大戦勃発と共にイギリス海軍に接収され[14]、英戦艦エジンコート (HMS Agincourt) として竣工した[17]。
9. ↑  ○希土兩國ノ軍備現況(大正三年六月十九日附報告)[18]　最近希土關係ハ著シク緊張シ來リタルカ兵力ノ優劣ハ形勢ノ推移ニ重大ナル關係ヲ有スルヲ以テ左ニ兩國陸海軍軍備ノ現況一班ヲ叙述セントス　一、希國海軍　希國海軍ノ製艦計畫ニ據ルニ未成戰闘艦(又ハ戰闘巡洋艦)三隻中第一「サラミ―」號ハ昨年中獨逸「ステッチン」ニ於テ第二ハ本月六月十二日佛國「セント、ナザール」ニ於テ何レモ建造ニ着手シ第三ハ近ク英國ニ於テ建造セラルヽ筈ニテ右三隻ハ既成甲装巡洋艦「オーエロッフ」號ト併セテ将來同國ノ海軍ノ主力ヲ形成スルモノナリ此外既成又ハ建造中ニ係ル軍艦ノ購入ヲ盡シ伯剌西爾ノ「ドレッドノート」型戰闘艦「リオ、デ、ジャネロ」號ハ昨年十二月遂ニ土耳古ノ手ニ奪ハレタルヲ以テ當時亞爾然丁及智利ニ對シテ新造艦譲渡ヲ交渉シタルモ成ラス最近更ニ北米合衆國ヨリ其戰闘艦「アイダス」及「ミッシシッピ」ヲ買受ケントシ同國政府トノ交渉略纏リタルモ議會ノ反對ニヨリテ破レ僅ニ紐育造船會社ニ於テ支那政府ノタメニ建造シタル一巡洋艦(二千六百噸)ヲ購入シ得タルノミ(同艦ハ六月十三日希國ニ向ケ出發シタリ)
製艦計畫中ニハ更ニ三巡洋艦ヲ含ミ一隻ハ既ニ英國一「シンジケート」ニ注文セラレ他ノ二隻ニ關スル契約ノ成立亦近キニアリ何レモ英國巡洋艦Chathaur號型ニシテ速力二十五浬ヲ有スヘシ
此ノ外水雷驅逐艦十二隻、潜水艇六隻、水上飛行機十個ヲ計上シ驅逐艦中ノ四隻(三十五浬)ハ前記英國「シンジケート」ニ注文ヲ了セリ現在ノ海軍力ハ甲装巡洋艦一隻 戰闘艦三隻 水雷驅逐艦十四隻 水雷艇六隻 潜水艇二隻ニシテ現在ノ海軍力艦種其他表示スルコト次ノ如シ(以下略)
10. ↑  丙　海軍[21]　巴爾幹戰爭終結後、海軍擴張を計畫し、一九一三年中土國沈没小艦の浮揚、装甲巡洋艦サラミス(一九,五〇〇噸)號其の他既定計畫諸艦の竣成によりて、若干海軍力を増加し、更に本年度に入りて、大戰艦三隻、装甲巡洋艦二隻、型既成装甲巡洋艦三隻の汽罐交換、航洋水雷艇二十五隻、水上飛行機二十臺、潜水艇六隻、砲艦若干隻建造の大計畫を立て、更に大工廠設立の計畫あり、内排水量二萬三千噸の弩級戰艦は、本年六月佛國サン、ナゼール大西洋造船會社に註文せられ又米國弩級艦アイダホ、ミスシツピーの兩艦を、同國より買求するの約整ひたりと傳へらる。本年に入りて、竣成したるものは、獨逸フルカン造船所より回航せる六隻の驅逐艦なり。斯の如く鋭意海軍擴張に猛進せるを以て、近き将来に於て、一大海軍力を希臘の領土に貯ふることを得べきなり。
11. ↑  旧式戦艦艦2隻を売却した資金で、アメリカはニューメキシコ級戦艦のアイダホ (USS Idaho, BB-42) を建造した[25]。
12. ↑  フルカン社は清国海軍の定遠級戦艦（定遠、鎮遠）を設計して建造した実績がある[27]。
13. ↑  未完成のマッケンゼン級巡洋戦艦が45口径13.8インチ（35センチ）連装砲塔四基搭載であったという。
14. ↑  アメリカ海軍ではニューヨーク級戦艦で初めて搭載し[31]、続いてネバダ級戦艦、ペンシルベニア級戦艦に搭載した[32][33]。
15. ↑  海戰ニ関スル覚書ヲ基礎トシ小官ノ見聞セル事項(中略)[35]　Greak Navyノ注文ニ依リ独逸ニ於テ建造中ナリシSalamisハ艦隊ニ編入シ居タリシモノヽ如ク 独逸公報ニ沈没ヲ発表セルPommernハSalamisノ事ナリトノ説専ナリ(此説ハ海軍省カ或ハ艦隊ノ覚書ニテ発表セラタルガ如ク信ニ足ルモノト思考スルモ小官ノ見タル所ニアラザレバ確カナラズ)添付覚書ニ依ルニ戰闘艦ハ合計二十四隻ナルニ上記表ニ依リPommernヲ加フル時ハ二十五隻トナル而ノPommernハ久シキ以前ニ沈没セリト信ゼラルヽ所ナレバ事實ハSalamisガ戰闘巡洋艦隊ニ加ハリテ撃沈セラレタルヲPommernノ名ヲ以テ公表サレタルモノト偲ムル事ヲ得シカ　記シテ参考ニ資ス(以下略)
16. ↑  大正四年十月調　列國弩級艦一覽表　巡洋戰艦[46]　〔 土耳古｜既成｜獨逸ヨリ購買｜一｜サルタン・ソリム・ジャブッヒ(舊名ゲーベン)｜二三,〇〇〇｜七〇,〇〇〇｜二九.〇｜七.五｜十一吋　一〇／六吋　一二｜水中(一九.七)四｜〇九-八／一一-三／一二-八｜ハンブルク　プローム・ウンド・フオツス社 〕